# 1007
| [ Edytuj tabelę ]              |                                   |
| Książę Polski                  | - 992 Bolesław I Chrobry 1025     |
| Król Angkoru                   | - 1002 Dżajawirawarman 1010       |
| Król Anglii                    | - 978 Ethelred II Bezradny 1016   |
| Hrabia Aragonii i król Nawarry | - 1000 Sancho III Wielki 1035     |
| Hrabia Barcelony               | - 992 Rajmund Borrell 1017        |
| Książę Bawarii                 | - 1005 Henryk V 1026              |
| Książę Burgundii               | - 1004 Rudolf III 1016            |
| Cesarz Bizancjum               | - 976 Bazyli II Bułgarobójca 1025 |
| Car Bułgarii                   | - 976 Samuel Komitopul 1014       |
| Cesarz Chin                    | - 997 Song Zhenzong 1022          |
| Książę Czech                   | - 1004 Jaromir 1012               |
| Król Danii                     | - 987 Swen Widłobrody 1014        |
| Władca Egiptu                  | - 996 Al-Hakim bi-Amr Allah 1021  |
| Król Francji                   | - 996 Robert II Pobożny 1031      |
| Król Gruzji                    | - 1001 Bagrat III 1014            |
| Hrabia Holandii                | - 993 Dirk III 1039               |
| Król Irlandii                  | - 1002 Brian Śmiały 1014          |
| Cesarz Japonii                 | - 986 Ichijō 1011                 |
| Kalif                          | - 991 Al-Kadir 1031               |
| Hrabia Kastylii                | - 995 Sancho I Garcia 1017        |
| Król Kastylii                  | - 1000 Sancho III 1035            |
| Wielki książę Kijowa           | - 978 Włodzimierz I Wielki 1015   |
| Patriarcha Konstantynopola     | - 999 Sergiusz II 1019            |
| Władca Korei                   | - 997 Mokjong 1009                |
| Król Leónu                     | - 999 Alfons V 1028               |
| Król Norwegii                  | - 999 Swen Widłobrody 1015        |
| Hrabia Palatynatu              | - 994 Ezzon 1034                  |
| Papież                         | - 1003 Jan XVIII 1009             |
| Hrabia Portugalii              | - 999 Mendo II 1008               |
| Książę Saksonii                | - 973 Bernard I 1011              |
| Król Szkocji                   | - 1005 Malcolm II 1034            |
| Król Szwecji                   | - 995 Olof Skötkonung 1022        |
| Doża Wenecji                   | - 991 Pietro II Oseolo 1009       |
| Król Węgier                    | - 1000 Stefan I Święty 1038       |
| Cesarz Wietnamu                | - 1005 Lê Long Đĩnh 1009          |

Rok 1007 / MVII
stulecia: X wiek ~
XI wiek ~
XII wiek

lata: 997 «
1002 «
1003 «
1004 «
1005 «
1006 «
1007
» 1008
» 1009
» 1010
» 1011
» 1012
» 1017

## Wydarzenia w Polsce
- początek II wojny polsko-niemieckiej (trwała do 1013)
- upadek diecezji kołobrzeskiej

## Urodzili się
- Fori Qisong – mistrz chan, literat i uczony okresu północnej dynastii Song (zm. 1072)
- Ouyang Xiu, chiński poeta, pisarz, historyk, polityk (zm. 1072)
- Giselbert Luksemburski, hrabia Salm, hrabia w Luksemburgu od 1047 r. (zm. 1059)
- Maitripa, mistrz Buddyzmu Diamentowej Drogi z Indii (zm. 1077)
- Piotr Damiani, włoski biskup, święty katolicki, doktor Kościoła (zm. 1072)

## Zmarli
- Al-Hamadani – pisarz arabski (ur. 967)
- Urraka Fernández – królowa Leónu i Nawarry